# サマー・ナイト
『サマー・ナイト』（A Midsummer Night's Sex Comedy）は、ウディ・アレン監督・脚本・出演による1982年の映画である。イングマール・ベルイマン監督の『夏の夜は三たび微笑む』を下敷きにしている。

## キャスト
- ウディ・アレン
- ミア・ファロー
- ホセ・フェラー
- ジュリー・ハガティ
- トニー・ロバーツ（英語版）
- メアリー・スティーンバージェン

## 評価
第3回ゴールデンラズベリー賞ではミア・ファローが最低主演女優賞にノミネートされた。